# جیمز بنت (بازیکن فوتبال، زاده ۱۹۸۸)
جیمز بنت (انگلیسی: James Bennett؛ زادهٔ ۴ سپتامبر ۱۹۸۸) بازیکن فوتبال اهل بریتانیا است.
از باشگاه‌هایی که در آن بازی کرده‌است می‌توان به باشگاه فوتبال دارلینگتون، باشگاه فوتبال هال سیتی، باشگاه فوتبال اوست تاون، باشگاه فوتبال نورث فریبی یونایتد، باشگاه فوتبال لینکولن سیتی، و باشگاه فوتبال اسکاربرو اتلتیک اشاره کرد.